# Windsor Heights (Virginie-Occidentale)
Pour les articles homonymes, voir Windsor Heights.
Windsor Heights est un village américain situé dans le comté de Brooke en Virginie-Occidentale.
Selon le recensement de 2010, Windsor Heights compte 423 habitants. La municipalité s'étend sur 0,14 milles carrés (0,36 km2).